# Hozier
Andrew John Hozier-Byrne (17 de março de 1990), mais conhecido como Hozier, é um cantor, compositor e músico irlandês. Hozier é originário de Bray, Condado de Wicklow. Em 2013 lançou o seu primeiro extended play (EP), que inclui o single "Take Me to Church", canção que em 2014 e 2015 se tornaria um êxito mundial e que rendeu a Hozier a indicação ao Grammy Award de Canção do Ano na edição de 2015. Ao fim de três álbuns e mais seis extended plays, em 2024 Hozier lançou o EP Unheard, que contém o seu segundo êxito mundial, "Too Sweet", que foi a sua primeira canção a alcançar o número um nos EUA, no Reino Unido, na Irlanda, na Austrália, na Nova Zelândia e na Islândia.
A música de Hozier se baseia principalmente no folk, no soul e no blues e as letras do músico irlandês abordam frequentemente temas religiosos e literários, assumindo posições políticas ou de justiça social. 

## Carreira

### Começo
Hozier nasceu em Bray, no condado de Wicklow, sendo filho de um músico. Ele começou uma licenciatura em música no Trinity College, em Dublin, mas desistiu a meio caminho, durante seu primeiro ano, a fim de gravar demos para a Universal Music.
No Trinity College, ele se envolveu com a Trinity Orchestra. Ele foi membro do grupo coral Anúna entre 2008 e 2012 e apareceu como solista no disco Illuminations (2012), do grupo, cantando "La Chanson de Mardi Gras". Ele viajou e cantou com o grupo, inclusive em performances internacionais na Noruega e Países Baixos.

### 2013–16:Take Me to ChurcheHozier
Em 2013, Hozier lançou o EP Take Me to Church (também contendo "Like Real People Do", "Angel of Small Death and The Codeine Scene" e uma versão ao vivo de "Cherry Wine"), com a faixa-título se tornando um grande sucesso depois que se tornou viral no YouTube. Ele alcançou o número um no iTunes irlandês e número dois na tabela oficial do seu país em 25 de outubro de 2013.
Com "Take Me to Church" e com o EP From Eden (também contendo "Work Song", "Arsonist's Lullabye" e uma versão ao vivo de "To Be Alone"), Hozier alcançou sucesso e se apresentou em diversos festivais e em programas de televisão nos Estados Unidos.
Ele lançou seu álbum auto-intitulado, Hozier, em 19 de setembro de 2014. Ele teve cinco singles, incluindo "Take Me to Church", "Work Song" e "From Eden", que foram hits em seus EPs anteriores. Em 5 de dezembro de 2014, foi anunciado que "Take Me to Church" foi nomeado na 57ª Grammy Awards par, na categoria de Canção do Ano. Em fevereiro de 2015, cantou "Take Me to Church" com Annie Lennox na gala do Grammy Awards.
Ele se apresentou para a Victoria's Secret Fashion Show de 2014, no Saturday Night Live e no Late Night with Seth Meyers.
Ele performou novamente seu single "Take Me to Church" no Billboard Music Awards de 2015
Em 12 de novembro de 2015 ele ganhou o prêmio VH1 Artist of the Year (Artista do Ano), com base em votação. Na cerimônia ele performou "Take Me To Church" e a música "Blackbird", dos The Beatles, com a cantora Tori Kelly.
Em fevereiro de 2016, ele lançou um videoclipe para a música "Cherry Wine" com a atriz Saoirse Ronan e o ator Moe Dunford. Todo o dinheiro arrecadado com a música foi doado para instituições que combatem a violência doméstica.
Em junho de 2016, ele anunciou a canção "Better Love", feita para a trilha sonora do filme The Legend of Tarzan. A música foi lançada juntamente com um videoclipe.

## Discografia

### Álbuns de estúdio
- Hozier (2014)
- Wasteland, Baby! (2019)
- Unreal Unearth (2023)

## Prêmios
MTV Europe Music Awards
| Ano  | Nomeação por        | Categoria                             | Resultado |
| ---- | ------------------- | ------------------------------------- | --------- |
| 2014 | "Take Me to Church" | Melhor Canção com uma Mensagem Social | Indicado  |

European Border Breakers Awards
| Ano  | Nomeação por | Categoria    | Resultado |
| ---- | ------------ | ------------ | --------- |
| 2015 | Hozier       | Álbum do Ano | Venceu    |

Grammy Awards
| Ano  | Nomeação por        | Categoria     | Resultado |
| ---- | ------------------- | ------------- | --------- |
| 2015 | "Take Me to Church" | Música do Ano | Indicado  |

Teen Choice Awards
| Ano  | Nomeação por        | Categoria             | Resultado |
| ---- | ------------------- | --------------------- | --------- |
| 2015 | "Take Me To Church" | Melhor Música de Rock | Venceu    |

Billboard Music Awards
| Ano  | Nomeação por        | Categoria               | Resultado |
| ---- | ------------------- | ----------------------- | --------- |
| 2015 | Hozier              | Artista Revelação       | Indicado  |
| 2015 | Hozier              | Artista Rock            | Venceu    |
| 2015 | Hozier              | Melhor Álbum Rock       | Indicado  |
| 2015 | "Take Me To Church" | Melhor Música Rock      | Venceu    |
| 2015 | "Take Me To Church" | Melhor Música Streaming | Indicado  |

MTV Video Music Awards
| Ano  | Nomeação            | Categoria            | Resultado |
| ---- | ------------------- | -------------------- | --------- |
| 2015 | "Take Me To Church" | Melhor Clipe de Rock | Indicado  |